# У Тан
У Тан (на бирмански: ဦးသန္‌့) е бирмански политик и дипломат, генерален секретар на Организацията на обединените нации (ООН) от 1961 до 1971 г.

## Биография
У Тан е роден през 1909 г. в Пантанав, по това време част от Британска Индия, днес в Мианмар. Средно образование завършва в Националната гимназия в Пантанав, след което следва в университета на Рангун.
Преди да започне дипломатическа кариера У Тан работи като преподавател в гимназията в Пантанав, на която става директор през 1931 г. До 1943 г. У Тан работи в национални органи и комитети, свързани с образователната реформа, след което отново се връща в Националната гимназия в Пантанав, където е директор за още 4 години.
През 1947 г. У Тан е назначен за прессекретар на правителството на Бирма (след 1989 г. – Мианмар). През следващите няколко години работи в различни министерства, а през 1953 г. става секретар на премиера по особените поръчки. През 1955 г. допълнително му е възложен постът на изпълнителен секретар на икономическия и социален съвет на държавата.
От 1957 г. до избирането му за генерален секретар но ООН (1961 г.) е постоянен представител на Бирма в ООН с ранг на посланик. През този период той изпълнява редица важни функции в организацията, в т.ч. заместник-председател на Общото събрание, председател на комисии и комитети и други.
След трагичната смърт на генералния секретар на ООН Даг Хамаршелд, Общото събрание по препоръка на Съвета за сигурност, назначава на 3 ноември 1961 г. У Тан за временно изпълняващ длъжността генерален секретар, а на 30 ноември 1962 г. го избира като титуляр на длъжността с мандат до 3 ноември 1966 г. На 2 декември 1966 г. У Тан е избран за втори мандат и пълномощията му на този пост изтичат на 31 декември 1971 г.
След изтичането на втория му мандат У Тан излиза в пенсия и след продължително боледуване умира в Ню Йорк на 25 ноември 1974 г.